# Sorosilicate

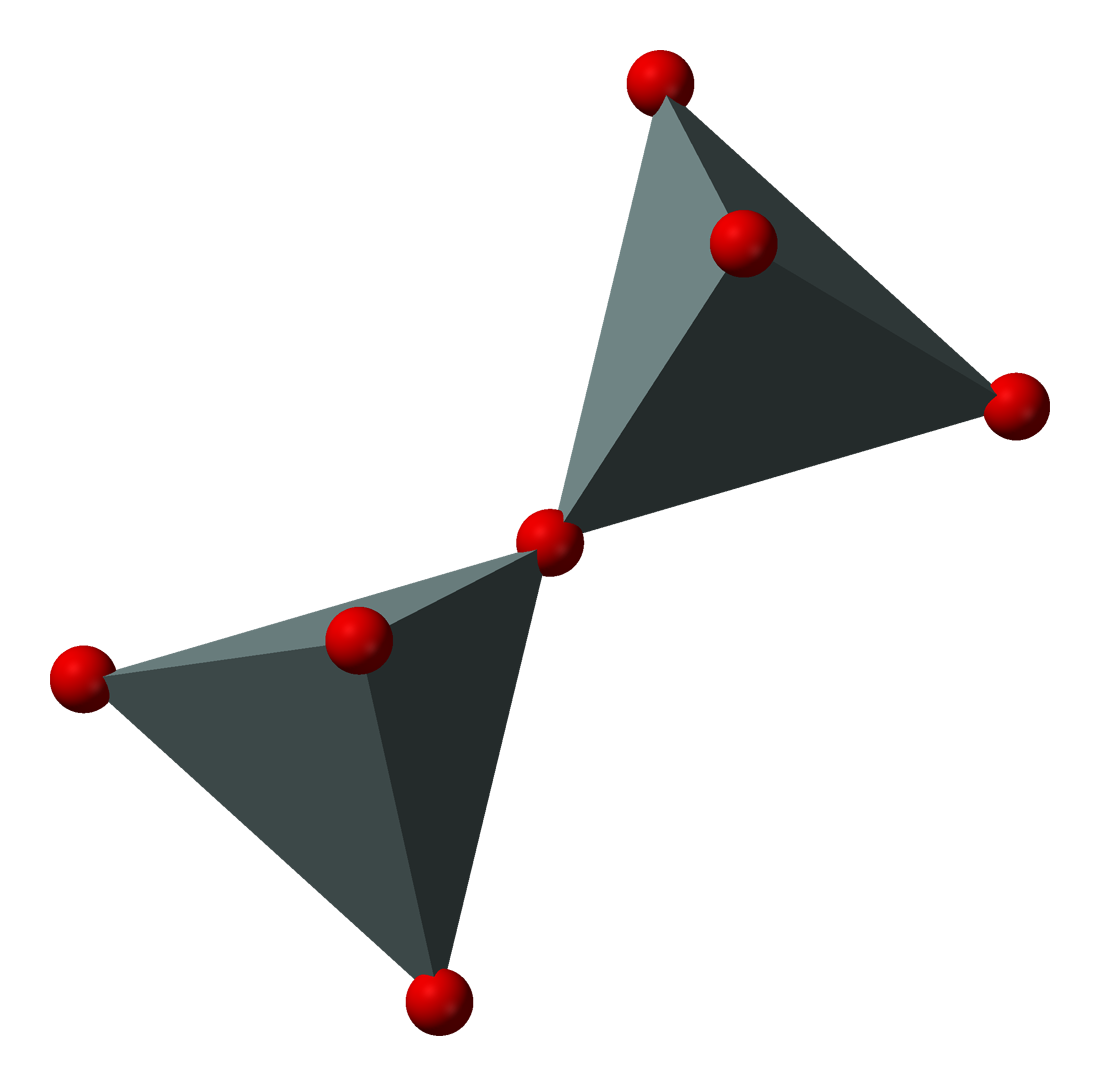
Groupe Si_{2}O_{7} des sorosilicates

Les sorosilicates sont des minéraux de la famille des silicates dont les tétraèdres [SiO4] sont groupés par deux (soror = « sœur ») par un de leurs sommets (donc de degré 1). Les tétraèdres sont associés par paires (par leurs sommets) (Si2O7) et aussi isolés (SiO4) avec des groupements hydroxydes et des cations qui assurent les liaisons. 

## Classification
Il existe deux types de famille : les épidotes et les idocrases.
- Les épidotes [Ca2Fe3+Al2(SiO4)(SiO7)O(OH)] ont une structure monoclinique et possèdent un ion Ca en site octaédrique notamment la zoïsite, la clinozoïsite, l'allanite.
- Les idocrases (vésuvianite) sont composées de calcium et ont une structure quadratique.

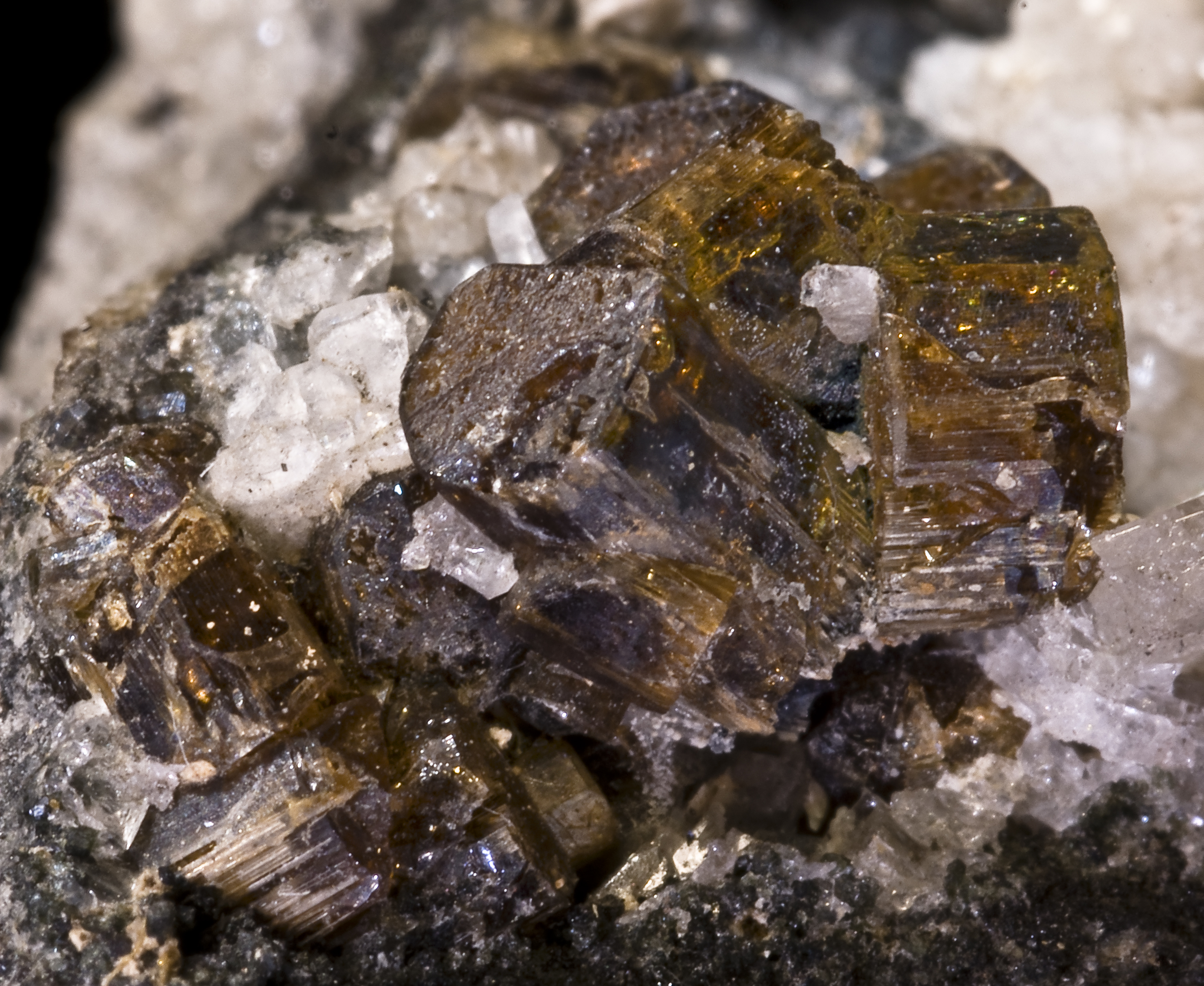
Vésuvianite - Vésuve
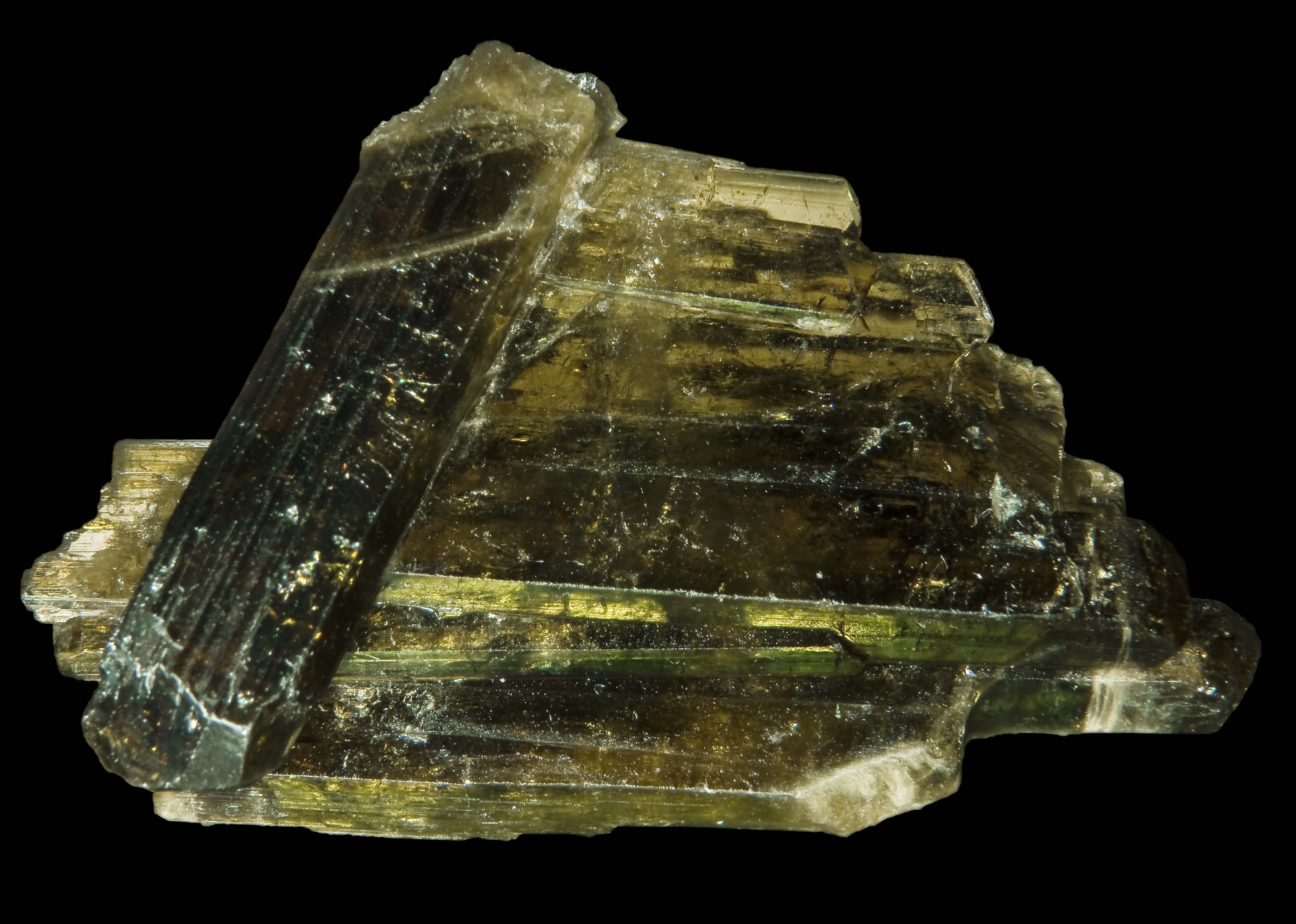
Epidote - Alaska

Le radical anionique de base des sorosilicates simples est : [Si2O7]6−.
Ceux-ci comprennent notamment :
- la thortveitite (Sc,Y)2Si2O7, silicate de scandium ;
- le groupe de l'épidote ;
- le groupe de la mélilite ;
- la vésuvianite Ca10Mg2Al4(SiO4)5(Si2O7)2(OH)4.

Dans le groupe des sorosilicates complexes, signalons encore :
- l’hémimorphite Zn4Si2O7(OH)2·H2O, important minerai de Zn ;
- certains silicates de calcium importants dans la chimie des ciments, à savoir le cuspidine Ca4Si2O7F2, la tilleyite Ca5Si2O7(CO3)2 ;
- le silicate de tricalcium, dont la formule s’écrit 3CaO·SiO2·3/2H2O ou encore Ca6(Si2O7)(OH)6.